# Magnisudis atlantica
Magnisudis atlantica is een straalvinnige vissensoort uit de familie van barracudinas (Paralepididae). De wetenschappelijke naam van de soort is voor het eerst geldig gepubliceerd in 1868 door Krøyer.